# Pseudepipona
Pseudepipona är ett släkte av steklar. Pseudepipona ingår i familjen Eumenidae.

## Dottertaxa tillPseudepipona, i alfabetisk ordning[1]
- Pseudepipona alecto
- Pseudepipona angusta
- Pseudepipona ankarensis
- Pseudepipona atlantica
- Pseudepipona augusta
- Pseudepipona aurantiopilosella
- Pseudepipona beckeri
- Pseudepipona bicolor
- Pseudepipona bidentata
- Pseudepipona bidentoides
- Pseudepipona breviventris
- Pseudepipona chartergiformis
- Pseudepipona cherkensis
- Pseudepipona chlorotia
- Pseudepipona chlorotica
- Pseudepipona clypalaris
- Pseudepipona cnemophila
- Pseudepipona crenata
- Pseudepipona cretensis
- Pseudepipona curictensis
- Pseudepipona dantici
- Pseudepipona decorata
- Pseudepipona derufata
- Pseudepipona dignota
- Pseudepipona disconotata
- Pseudepipona diversa
- Pseudepipona djarabubensis
- Pseudepipona egregia
- Pseudepipona emortualis
- Pseudepipona erythrospila
- Pseudepipona excellens
- Pseudepipona familiaris
- Pseudepipona farquahrensis
- Pseudepipona fastidiosa
- Pseudepipona fastidiosissima
- Pseudepipona faustidiosissima
- Pseudepipona filipalpis
- Pseudepipona flava
- Pseudepipona fouadi
- Pseudepipona gineri
- Pseudepipona graciliventris
- Pseudepipona herrichi
- Pseudepipona herrichii
- Pseudepipona herzi
- Pseudepipona indecora
- Pseudepipona inexpecta
- Pseudepipona ionia
- Pseudepipona jonia
- Pseudepipona jugorum
- Pseudepipona kazenasi
- Pseudepipona kelidoptera
- Pseudepipona koenigi
- Pseudepipona kozhevnikovi
- Pseudepipona lamellifera
- Pseudepipona lateralis
- Pseudepipona lativentris
- Pseudepipona longebispinosa
- Pseudepipona macrocephala
- Pseudepipona magretti
- Pseudepipona meadewaldoi
- Pseudepipona multicolor
- Pseudepipona nekt
- Pseudepipona nigrocincta
- Pseudepipona nilotica
- Pseudepipona niveopicta
- Pseudepipona oasis
- Pseudepipona occidentata
- Pseudepipona octava
- Pseudepipona peculiaris
- Pseudepipona pervigilans
- Pseudepipona poliphemus
- Pseudepipona polistiformis
- Pseudepipona polyphemus
- Pseudepipona postica
- Pseudepipona priesneri
- Pseudepipona przewalskyi
- Pseudepipona pseudolateralis
- Pseudepipona pseudominuta
- Pseudepipona rossii
- Pseudepipona rubidus
- Pseudepipona rubiginosa
- Pseudepipona rufina
- Pseudepipona rufipes
- Pseudepipona salzi
- Pseudepipona sellata
- Pseudepipona semiaethiopica
- Pseudepipona semidantici
- Pseudepipona sessilis
- Pseudepipona seychellensis
- Pseudepipona sheffieldi
- Pseudepipona sinaitica
- Pseudepipona splendens
- Pseudepipona stigma
- Pseudepipona straminea
- Pseudepipona superba
- Pseudepipona synagroides
- Pseudepipona tamarina
- Pseudepipona tasmaniensis
- Pseudepipona tricarinata
- Pseudepipona tricolor
- Pseudepipona trilobus
- Pseudepipona tripunctata
- Pseudepipona turneri
- Pseudepipona ushinskii
- Pseudepipona variegata
- Pseudepipona vicina
- Pseudepipona vinciguerrae
- Pseudepipona ypsilon
- Pseudepipona zavattariana